# Таниним (река)
Таниним, или Нахал Таниним (ивр. נחל תנינים‎, буквально «Крокодилий ручей») — река в Израиле. Площадь водосборного бассейна — 183 км². Впадает в Средиземное море.

## География

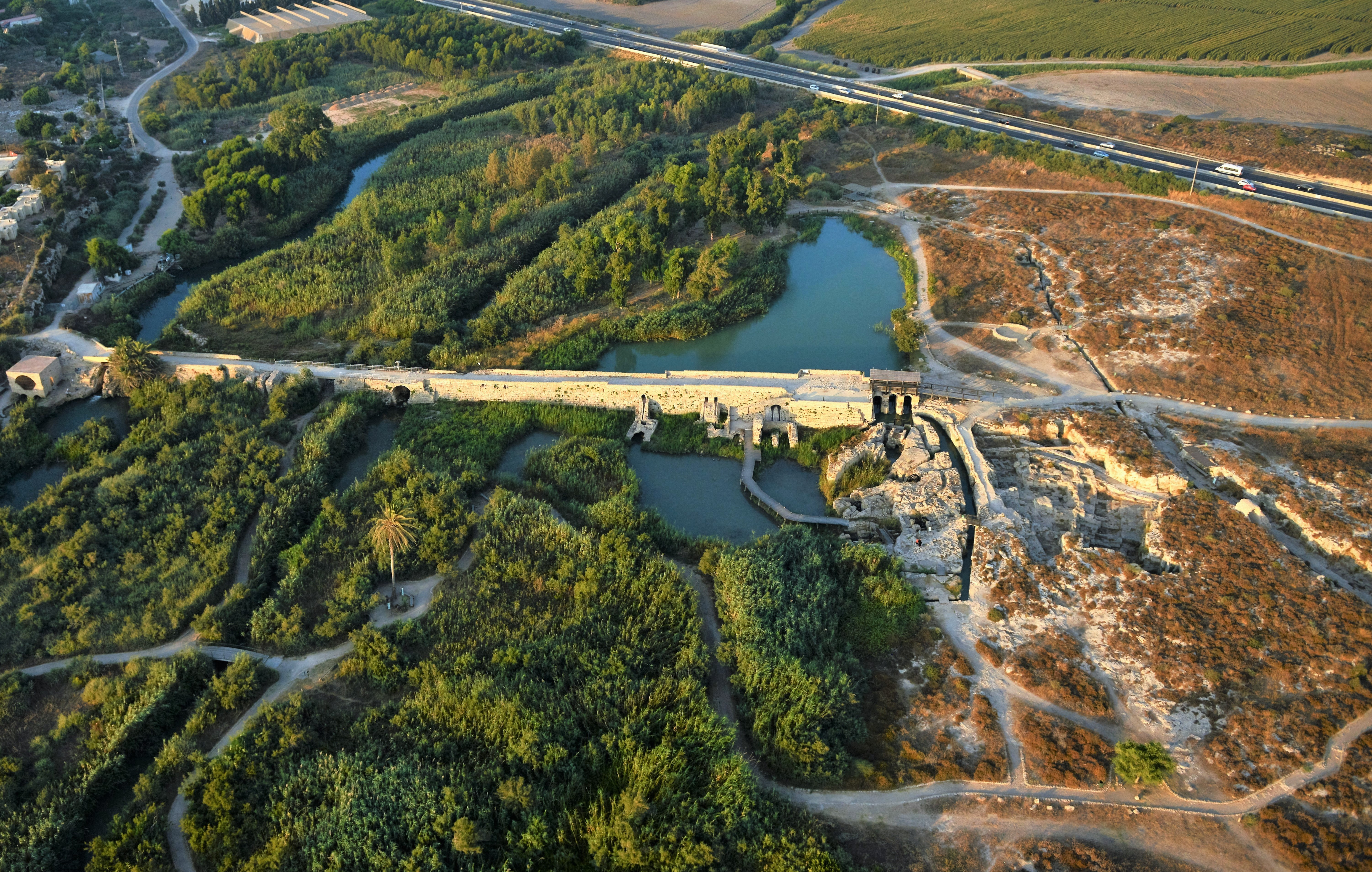

Нахал Таниним берёт начало к югу от Эйн-Хашофет, на западных склонах возвышенности Рамат Менаше, его длина — около 25 километров. Ширина реки — от 2 до 12 м. Одна из немногих непересыхающих рек в стране. В сезон дождей в ручье собирается вода со всех окрестностей. По руслу Нахал Таниним она попадает на пески пляжей Кейсарии, где, не доходя до берега, упирается в известковые скалы.
Осадок и мелкие частицы вода выносит в долину Кабара, которая находится к востоку от скал. В прошлом здесь было огромное болото, которое питалось из подземных источников и занимало площадь в 6000 дунамов (6 км²). Эти источники и сегодня наполняют Нахал Таниним водой.
Часть реки использует кибуц Мааган Михаэль в прудах рыбоводческого хозяйства.

## История
Название заповеднику дали крокодилы, которые водились в болотах долины Кабара до начала XX века. Со времён Римской империи до нас дошли свидетельства существования крокодилов в этом районе. Так, римский географ Стратон упоминает город Крокодилополис в окрестностях устья ручья. Местное название ручья на арабском переводится как Крокодилья река или Синяя река. Одна из версий происхождения названия заключается в том, что римляне привезли и держали здесь крокодилов специально для гладиаторских зрелищ, которые проходили неподалёку, в Кейсарии. Зоологи[кто?] же говорят о том, что местные крокодилы — это потомки животных, которые существовали в этих местах в тропическом климате около двух миллионов лет назад.

## Заповедник «Нахаль Таниним»

### История заповедника
В сезон дождей 1991—1992 годов Израиль пережил сильные ливни, в результате многие реки вышли из берегов. То же самое случилось и с Нахал Таниним: рядом с кибуцем Мааган Михаэль из-за разлива образовалось огромное озеро. Ручей залил поля и нанёс большой ущерб местным земледельцам.
В результате решено было прочистить русло, чтобы избежать подобного в будущем. Главным препятствием для стока воды оказалась засорившаяся древняя дамба, и на помощь позвали археологов. В ходе раскопок специалисты не только обновили шлюзы для стока воды, но и расчистили стену самой дамбы. Сезон сильных дождей 2002—2003 годов показал, что работа была проведена не зря и наводнение не повторилось.
Римляне построили огромную дамбу на пределе технологий своего времени. Они задержали воду Нахал Таниним, чтобы затем направить её в сторону Кейсарии — важнейшего центра Римской Империи. Позже местные жители использовали дамбу и силу воды, чтобы создать здесь «фабрику» из нескольких водяных мельниц. Эта система работала на протяжении многих сотен лет: с Византийского периода до конца XIX века.
В то же время с востока дамба образовала огромное болото, которое в XX веке было осушено земледельцами.
В наше время четыре израильских института объединили свои усилия, чтобы основать здесь заповедник «Нахал Таниним»: Министерство Экологии, Кармельское отделение управления водными ресурсами, Археологическое управление и Управление Парков и Заповедников. Кроме того, Заповедник открылся благодаря объединению усилий членов кибуца Мааган Михаэль, жителей деревни Джиср эль-Бака, местного муниципального совета Хоф а-Кармель, помощи многих инженеров и проектировщиков.

### Природа
Исследования[какие?] показали, что в ручье водится до 14 видов рыб. Среди них ярконская уклейка (Acanthobrama telavivensis), маленькая редкая рыба, которую можно найти только в реках Израиля. Большой хищник семейства сомовых, которого легко узнать по длинным «усам» — шармут. Так же в ручье водятся мягкотелые черепахи, каспийские черепахи и неядовитый водный уж. В окрестностях реки и рыбных прудов кибуца можно найти болотную рысь, которая способна плавать и охотиться на рыбу.
Тамариск — основной вид растений по берегам ручья, для поддержания жизни он может использовать и солёную воду. Кроме того, здесь растёт «святая малина» (Rubus Sanctus), тростник, клейкие жёлтые цветы диттрихии (Dittrichia Viscosa) и вьющееся растение ластовник (Cynanchum acutum). Летом в воде распускаются большие жёлтые кубышки (Nuphar luteum).